# Kåre Bjerkø
Kåre Bjerkø, auch Kaare Bjerkø (* 12. November 1965 in Aarhus) ist ein dänischer Komponist.

## Leben
Kåre Bjerkø ist ein autodidakter Musiker. Er studierte Musik an der Universität Kopenhagen und absolvierte ein Masterstudium in Erfahrungsmanagement an der Universität Roskilde. Seit den 1980er Jahren war er als Musiker für unterschiedliche Bands wie Love Shop und Sweethearts sowie Musiker wie Lars H. U. G. tätig. Ab 1994 war er am Theater Aveny-T als Hauskomponist tätig und schrieb die Musik für viele Theaterstücke. Über die Verbindungen dorthin ergab sich auch die Möglichkeit für Studentenfilme von Den Danske Filmskole Musik zu schreiben.
So debütierte Bjerkø Mitte der 1990er Jahre mit mehreren Kurzfilmen als Filmkomponist. Seitdem war er für die Musik von über 30 Film- und Fernsehproduktionen verantwortlich und wurde mehrfach für den Robert als Bester Komponist nominiert. Er arbeitete mit Regisseuren wie Henrik Ruben Genz, Åke Sandgren und Søren Kragh-Jacobsen zusammen.

## Filmografie (Auswahl)
- 1995: Who’s Hitler?
- 1998: Theis und Nico (Bror, min bror)
- 2000: Miracle – Ein Engel für Dennis P. (Mirakel)
- 2003: Alt, neu, geliehen & blau (Se til venstre, der er en svensker)
- 2003: Hodder rettet die Welt (En som Hodder)
- 2005: Fluerne på væggen
- 2008: Lille soldat
- 2008: Was niemand weiß (Det som ingen ved)
- 2014–2015: Helden am Herd (Bankerot, Fernsehserie)
- 2018: Was der Schnee verbirgt (Det som göms i snö, Fernsehserie, acht Folgen)